# Белорусский государственный музей истории Великой Отечественной войны
Белору́сский госуда́рственный музе́й исто́рии Вели́кой Оте́чественной войны́ (бел. Беларускі дзяржаўны музей гісторыі Вялікай Айчыннай вайны) — государственное учреждение культуры Республики Беларусь, первый в мире, посвященный самой кровопролитной войне XX века, и единственный в Беларуси, созданный в годы фашистской оккупации, крупнейшее собрание артефактов по истории Великой Отечественной войны.

## История формирования музея
30 сентября 1943 г. ЦК КП(б)Б постановил «создать музей по истории борьбы белорусского народа с немецко-фашистскими оккупантами в Великую Отечественную войну», временно разместив его в здании Государственного исторического музея в Москве на базе выставки «Белоруссия живёт, Белоруссия борется, Белоруссия была и будет советской». Выставка была открыта ещё в начале ноября 1942 г. В экспозиционных залах посетителям были представлены материалы (313 экспонатов), полученные с оккупированной территории Беларуси Республиканской комиссией по сбору документов и материалов Отечественной войны.
16 июля 1944 г. в штат музея были зачислены первые сотрудники: В. В. Саблин, П. Н. Гончаров, Н. С. Абрамов, художники С. Г. Романов, А. С. Бархатков, Г. Ф. Бржовский. 1 августа 1944 г. был назначен директор музея — Василий Демьянович Стальнов, который с июня 1942 г. являлся ответственным секретарем комиссии ЦК по сбору документов и материалов Великой Отечественной войны. По архивным данным, в 1944 г. в музее работали 28 сотрудников.
Руководство БССР приняло решение выделить для музея одно из немногих уцелевших в центре Минска зданий — Дом профсоюзов на площади Свободы. Музей занимал довольно большую по тем временам площадь — 1 248 м². Под экспозицию было выделено 25 залов.
26 августа 1944 г. по распоряжению П. К. Пономаренко, группа научных сотрудников музея выехала в Москву с целью вывоза оттуда в Минск экспонатов выставки «Белоруссия живёт…» и юбилейной выставки белорусских художников, посвященной 25-летию БССР. В то же время активно шёл ремонт здания, поступали новые экспонаты от бывших партизан, подпольщиков, временно находившихся в Минске фронтовиков, вернувшихся из эвакуации жителей Беларуси. Вскоре началась кропотливая работа по подготовке музея к открытию. Белорусский государственный музей истории Великой Отечественной войны открылся для посетителей 22 октября 1944 г. в освобождённом от оккупантов Минске.
В январе 1946 г. музейный коллектив возглавил новый директор Н. Е. Граков — человек, имевший большой опыт работы и отлично знавший музейное дело. Именно под его руководством в музее открылись новые разделы экспозиции. На основе первых тематических выставок и новых разделов к 1 мая 1947 г. была открыта первая стационарная экспозиция. После этого сотрудниками музея стало уделяться больше внимания научно-просветительской работе. Помимо традиционных экскурсий по музею, они начали активно проводить лекции на предприятиях и в учреждениях Минска, в колхозах и совхозах; экскурсии по местам боев Красной Армии и партизан на территории Минской области; создавали передвижные тематические выставки.
Впоследствии из-за аварийного состояния Дома профсоюзов на площади Свободы музей был временно перемещен в здание по ул. К. Маркса, 12. Однако уже через полтора года музей снова сменил свой адрес. Распоряжением Министерства культуры Белорусской ССР он был перемещён во вновь построенное здание на Центральной (ныне — Октябрьской) площади, по Ленинскому проспекту, 25а (ныне — проспект Независимости), где в рекордные сроки была смонтирована и 20 февраля 1966 года открыта экспозиция первого этажа, а в ноябре 1967 года – всего музея.
На сегодняшний день, здания, созданного по проекту архитекторов Г. Бенедиктова и Г. Заборского, по адресу: г. Минск, проспект Независимости 25А, не существует.

## Новое здание музея
В 2010 году Президентом Республики Беларусь А. Г. Лукашенко было принято решение о строительстве нового здания Белорусского государственного музея истории Великой Отечественной войны, связанное с необходимостью увеличения экспозиционной площади музея. Сотрудниками музея была начата работа по созданию новой научной концепции будущей экспозиции. В ходе проведения Республиканского субботника на месте будущего здания музея Президентом Республики Беларусь А. Г. Лукашенко была заложена капсула времени с посланием потомкам.
Торжественное открытие нового здания музея состоялось в канун празднования 70-летия освобождения Минска от немецко-фашистских захватчиков, 2 июля 2014 года, Президентами Республики Беларусь и Российской Федерации Александром Григорьевичем Лукашенко и Владимиром Владимировичем Путиным.
Новое здание музея, по проекту архитектора В. В. Крамаренко, в комплексе с обелиском «Минск — город-герой» составляет единый архитектурный ансамбль. Величественное здание никого не оставляет равнодушных. Оно располагается полукольцом на возвышенности у обелиска «Минск — город-герой». Центральный фасад здания решен в виде символического салюта Победы, в лучах которого расположены десять знаковых событий времен войны — от обороны Брестской Крепости до водружения Знамени Победы над Рейхстагом. Общая площадь музея — более 15000 м². Экспозиция располагается на 4-х этажах в 11 залах суммарной площадью — свыше 4000 м².
В экспозиции новых залов хронологические рамки расширены (1920—1950 гг.), что объясняется необходимостью показать причины Второй мировой войны, а также представить материалы первых послевоенных лет восстановления, чтобы раскрыть — как продолжение ратного подвига — трудовой подвиг белорусского народа, в кратчайшие сроки поднявшего израненную страну из руин.
Специфика художественного оформления новой экспозиции заключается в широком использовании реконструкций. Главная их задача — создать условия для максимального погружения посетителя в историческую среду. Использование звуковых эффектов (голоса, шумы, музыка) способствуют ещё более глубокому воздействию на эмоциональное восприятие событий войны. Информационные терминалы и мультимедийные экраны, интегрированные в экспозиционное пространство, позволяют демонстрировать большое количество видеоматериалов, изображений подлинных документов и справочных материалов.
Сегодня Белорусский государственный музей истории Великой Отечественной войны является самым популярным в Беларуси: каждый год его посещают около 570 000 человек. Ежегодно сюда приезжают сотни тысяч туристов из более, чем 100 государств мира.

## Фонды
В настоящее время музейное собрание насчитывает свыше 154 тысяч музейных предметов и научно-вспомогательных материалов, которые входят в состав 30 коллекций.
Особую значимость представляют коллекции рукописных партизанских журналов и самодельного партизанского оружия, которым в 2009 г. присвоен статус историко-культурной ценности категории «1» Республики Беларусь. Рукописные партизанские журналы являются своеобразной энциклопедией жизни, боевой деятельности и творчества партизан Белоруссии на протяжении 1941—1944 годов, а каждый предмет из коллекции самодельного оружия изготовлен руками талантливых партизанских мастеров-оружейников.

## Современная экспозиция
В музее на площади более 3 000 м² можно увидеть свыше 8 тысяч экспонатов, рассказывающих об истории Великой Отечественной войны. Всего в фондах хранится около 145 тысяч раритетов, собранных во время боевых действий на территории Восточной Европы и Германии, а также переданных посольствами разных стран уже в мирное время.
Военные раритеты составляют 28 коллекций и экспонируются в 10 тематических залах:
- «Мир и война»
- «Мир накануне и в первые годы Второй мировой войны»
- «Дорога войны»
- «Начало Великой Отечественной войны. Оборонительные бои в Беларуси летом 1941 года. Смоленское сражение. Битва под Москвой 1941-42 годов»
- «Коренной перелом в ходе войны. Советский тыл»
- «Нацистский оккупационный режим на территории Беларуси. 1941-44 гг.»
- «Партизанское движение и антифашистская подпольная борьба в Беларуси. Участие советских граждан в европейском движении Сопротивления 1941-45 гг.»
- «Освобождение Беларуси. Разгром фашистской Германии, её союзников и милитаристской Японии»
- «Беларусь после освобождения. 1944—1950 годы. Память о войне»
- «Наследники Великой Победы»

Экспозицию завершает великолепный Зал Победы, оформленный в виде стеклянного купола берлинского Рейхстага, над которым в 1945 году советские воины водрузили знамя Победы.

## Награды
- Специальная премия Президента Республики Беларусь деятелям культуры и искусства (30 декабря 2015 года) — за значительный вклад в развитие музейного дела и патриотическое воспитание населения[4].
- Благодарность Президента Российской Федерации (24 октября 2019 года) — за большой вклад в дело сохранения памяти и защиты исторической правды о Победе советского народа над немецко-фашистскими захватчиками в Великой Отечественной войне 1941—1945 годов[5].
- Почётная грамота Национального собрания Республики Беларусь (12 октября 2009 года) — за большой вклад в реализацию социальной политики Республики Беларусь, развитие музейного дела и многолетнюю плодотворную работу по гражданско-патриотическому воспитанию населения[6].
- За достижение в 2022 году наилучших показателей в сфере социально-экономического развития учреждение «Белорусский государственный музей истории Великой Отечественной войны» признан победителем соревнования среди организаций культуры и занесён на Республиканскую доску Почёта[7].